# Hochfelden, Zürich
Hochfelden är en ort och kommun i distriktet Bülach i kantonen Zürich, Schweiz. Kommunen har 1 987 invånare (2023).